# Dave Rowbotham
Dave Rowbotham (Mánchester, Inglaterra, 1958 - Burnage, Mánchester, Inglaterra, por el 8 de noviembre de 1991) fue un músico de rock que tocó con diferentes bandas New Wave de Mánchester en la década de 1970 y 1980.
Habiendo estado en la banda punk Fast Breeder, él y el baterista Chris Joyce, formaron, en 1978, junto con el guitarrista Vini Reilly, la banda The Durutti Column, aunque ambos sólo realizaron con esta un compilado de varios artistas, llamado Factory Sample, el mismo año. Sin embargo, al poco tiempo, Rowbotham y Joyce, junto con otro integrante, el bajista Tony Bowers, dejan The Durutti Column, formando The Mothmen, que lanzó los álbumes Pay Attention (1981) y One Black Dot (1982). Por ese entonces, Rowbotham se unió a Pauline Murray And The Invisible Girls, aunque temporalmente, y formó Motivation, junto a Steve Garvey, bajista de Buzzcocks.
Por 1981 o 1982, dejó The Mothmen. Luego, tocó en muchas sesiones musicales en Factory Records.
El 8 de noviembre de 1991, Rowbotham fue encontrado muerto en su apartamento en Burnage, Mánchester. Había sido asesinado a golpes de hacha. La banda Happy Mondays compuso una canción en su memoria, "Cowboy Dave", contenida en el álbum Yes Please!, lanzado en 1992.